# Faleristika
Faleristika je umetnostnozgodovinska veda, ki se ukvarja s preučevanjem vojaških odlikovanj glede na njihovo zgodovino, pomen, namembnost in izgled.